# Hubneria demissa
Hubneria demissa är en tvåvingeart som beskrevs av Robineau-desvoidy 1863. Hubneria demissa ingår i släktet Hubneria och familjen parasitflugor.
Artens utbredningsområde är Frankrike. Inga underarter finns listade i Catalogue of Life.